# سیارک ۲۵۶۵۳
سیارک ۲۵۶۵۳ (به انگلیسی: 25653 Baskaran، نامگذاری:2000AV84)۲۵۶۵۳مین سیارک کشف شده‌است که در ۰۵ ژانویه ۲۰۰۰ کشف شد.